# Nassauvia serpens
Nassauvia serpens is een plant uit de composietenfamilie (Asteraceae). De soort is endemisch op de Falklandeilanden, waar hij groeit in kreupelhout en in rotsige gebieden. De plant staat op de Rode Lijst van de IUCN geklasseerd als 'niet bedreigd'.